# Uppsjungning
Uppsjungning är en övning som syftar till att förbereda och värma upp röstapparaten, inklusive magmusklerna som styr stödet. Uppsjungning innefattar ofta artikulationsövningar och glissandon på låg volym, detta för att undvika att rösten skadas.